# Józef Glemp
Józef Glemp [ˈjuzɛf ɡlɛmp] (Inowrocław, 18 december 1929 – Warschau, 23 januari 2013) was een Pools geestelijke en kardinaal van de Katholieke Kerk. Hij was van 1981 tot 1992 aartsbisschop van Gniezno en na de kerkelijke herindeling van Polen in 1993 aartsbisschop van Warschau.  Hij speelde een sleutelrol bij de geweldloze strijd in zijn land tegen het communisme. Tijdens zijn primaatschap werd Polen een democratisch land en trad het toe tot de Europese Unie.

## Opleiding en priesterwijding
Jozef Glemp stamde uit een familie van zoutmijnwerkers.  Zijn vader nam deel aan de opstand van Polen tegen Duitsland in 1918-1919.  Glemp verrichtte tijdens de Tweede Wereldoorlog in Duitsland dwangarbeid op een boerderij en kon pas na de oorlog zijn middelbare school afmaken. Hierna studeerde hij aan het grootseminarie van Gniezno. Hij werd op 25 mei 1956 tot priester gewijd en werkte vervolgens enige jaren in het pastoraat. Vervolgens vertrok hij naar Rome om aan de Pauselijke Lateraanse Universiteit in het canoniek recht te promoveren. Hierna werd hij aanklager bij de Sacra Rota Romana, terwijl hij zich aan het Gregorianum verder bekwaamde in het Latijn. Glemp keerde in 1964 terug naar Polen om kapelaan te worden van de zusters Dominicanessen en Franciscanessen in Gniezno en hoogleraar aan het seminarie aldaar.
In december 1967 werd Glemp secretaris en persoonlijk kapelaan van kardinaal Stefan Wyszyński, aartsbisschop van Gniezno en Warschau. Hij vervulde daarnaast verschillende functies binnen het aartsbisdom en doceerde aan de Katholieke Theologische Academie in Warschau. In 1976 werd hij kanunnik van het kathedrale kapittel van Gniezno.

## Bisschop
Op 4 maart 1979 werd Glemp benoemd tot bisschop van Warmia; zijn bisschopswijding vond plaats op 21 april 1979.  Hij koos de leuze Caritati in iustitia (Liefde in gerechtigheid).

## Aartsbisschop en kardinaal
Op 7 juli 1981 volgde hij Wyszyński op als aartsbisschop van Gniezno en Warschau, en als primaat van Polen.  In datzelfde jaar had het Poolse regime de staat van beleg uitgeroepen.  Als opvolger van Wyszyński trof Józef Glemp een versterkte positie van de Katholieke Kerk in Polen aan, die zich tevens gesteund wist door de aan invloed winnende vrije vakbeweging Solidariteit, wiens acties hij aanzienlijk vergemakkelijkte. Hij steunde hun leider, Lech Wałęsa, die in 1983 de Nobelprijs voor de Vrede won. Begin jaren 1980 liep de spanning tussen de Kerk en de Poolse staat nog verder op door de moord op de populaire priester Jerzy Popiełuszko door geheime staatsagenten. Paus Johannes Paulus II liet Glemp een diplomatieke functie vervullen in diens Ostpolitik.  Hij was een goede vriend van paus Johannes Paulus II en maakte, ondanks het communisme, diens historische bezoeken mogelijk aan Polen.
Zijn tegenstanders hebben hem weleens bekritiseerd omwille van zijn verzoenende tactiek, maar zijn medestanders wijzen erop dat deze voorzichtige aanpak vele levens heeft gered en de overgang mogelijk heeft gemaakt naar een democratie, ondanks het harde militaire bewind dat in december 1981 gedurende 18 maanden werd ingesteld.
Na de ineenstorting van het communisme bleek bij de opening van de archieven van de Poolse geheime dienst dat deze zich jarenlang tevergeefs had ingespannen Glemp voor hun kar te spannen.
Tijdens het consistorie van 2 februari 1983 creëerde Johannes Paulus II Glemp kardinaal met de rang van kardinaal-priester; de Santa Maria in Trastevere werd zijn titelkerk.
De Wereldjongerendagen die in augustus 1991 in Częstochowa werden gehouden behoorden tot de hoogtepunten van zijn loopbaan. Tijdens de slotmanifestatie sprak Glemp, naast paus Johannes Paulus II, de 1,6 miljoen verzamelde jongeren toe.
In 1992 werd Glemp aartsbisschop van Warschau (Gniezno werd een apart aartsbisdom), maar hij bleef ad personam primaat van Polen (een titel die traditioneel met Gniezno verbonden is) tot 18 december 2009, toen hij 80 werd.

## Emeritaat
Op 6 december 2006 ging Glemp op grond van zijn leeftijd met emeritaat. Hij werd opgevolgd door Stanisław Wielgus, die evenwel twee dagen voor het in bezit nemen van zijn aartsbisschoppelijke zetel al ontslag nam vanwege zijn banden met de Poolse geheime dienst tijdens het communisme. Paus Benedictus XVI benoemde hierop Glemp tot apostolisch administrator tot twee maanden later een nieuwe aartsbisschop was gevonden in de persoon van Kazimierz Nycz.
De laatste jaren van zijn leven zette kardinaal Glemp zich nog sterk in voor de verzoening van de Katholieke Kerk en de Russisch-orthodoxe Kerk. Dat resulteerde in augustus 2012 in een historische oproep tot verzoening.
Józef Glemp overleed op 83-jarige leeftijd aan longkanker.
- Biblioteca Nacional de España: XX1606251
- Bibliothèque nationale de France: cb12091962k (data)
- CiNii: DA13197859
- Gemeinsame Normdatei: 119432609
- International Standard Name Identifier: 0000 0001 1507 1088
- Library of Congress Control Number: n85339860
- Nationale Bibliotheek van Tsjechië: mzk2002112196
- Nederlandse Thesaurus van Auteursnamen: 069194718
- Istituto Centrale per il Catalogo Unico: RAVV061132
- Système universitaire de documentation: 029253675
- Virtual International Authority File: 57424514
- WorldCat: E39PBJf8q9VJ6xqjCCktfPtFrq